# 2002년 전국체육대회
제83회 전국체육대회는 2002년 11월 9일부터 2002년 11월 15일까지 대한민국 제주도 일원에서 개최되었다.
1998년도 제79회 대회 개최 이후 4년만에 전국체육대회를 개최하였으며, 특수시설 종목의 분산개최로 절약체전을 지향하였다.

## 개요
- 대회명칭 : 제83회 전국체육대회
- 개최기간 : 2002년 11월 9일 ~ 2002년 11월 15일
- 개최지 : 제주도 (주개최지 : 제주시)
- 구호 : 굳센 체력, 알찬 단결, 빛나는 전진
- 참가인원 : 22,176명
- 종별 : 일반부, 대학부, 고등부
- 마스코트 : 제도리

## 종목

### 정식종목
| - 검도 - 골프 - 궁도 - 근대5종 - 농구 - 럭비 - 레슬링 - 배구 - 배드민턴 - 보디빌딩 | - 복싱 - 볼링 - 사격 - 사이클 - 세팍타크로 - 수영 (경영, 다이빙, 수구) - 수중 - 승마 - 씨름 - 야구 | - 양궁 - 역도 - 요트 - 우슈 - 유도 - 육상 - 인라인롤러 - 정구 - 조정 - 체조 | - 축구 - 카누 - 탁구 - 태권도 - 테니스 - 펜싱 - 하키 - 핸드볼 |

### 시범종목
- 소프트볼
- 트라이애슬론

## 종합순위
개최지
| 순위 | 지역       | 점수   | 금  | 은  | 동   | 합계 |
| 1    | 경기도     | 78,240 | 118 | 116 | 140  | 374  |
| 2    | 서울특별시 | 66,407 | 120 | 98  | 99   | 317  |
| 3    | 충청남도   | 40,816 | 51  | 48  | 73   | 172  |
| 4    | 경상남도   | 40,766 | 45  | 54  | 79   | 178  |
| 5    | 전라북도   | 40,480 | 55  | 44  | 95   | 194  |
| 6    | 경상북도   | 40,233 | 43  | 53  | 55   | 151  |
| 7    | 인천광역시 | 37,640 | 38  | 63  | 59   | 160  |
| 8    | 부산광역시 | 37,601 | 47  | 53  | 73   | 173  |
| 9    | 대전광역시 | 37,577 | 47  | 39  | 52   | 155  |
| 10   | 대구광역시 | 36,043 | 38  | 46  | 52   | 136  |
| 11   | 강원도     | 35,883 | 50  | 45  | 70   | 165  |
| 12   | 전라남도   | 35,803 | 42  | 49  | 59   | 150  |
| 13   | 충청북도   | 32,298 | 49  | 39  | 67   | 155  |
| 14   | 광주광역시 | 28,368 | 30  | 42  | 52   | 124  |
| 15   | 울산광역시 | 26,400 | 36  | 27  | 37   | 100  |
| 16   | 제주도     | 24,578 | 27  | 24  | 40   | 91   |
| 총계 | 총계       | 총계   | 836 | 840 | 1119 | 2795 |

### 최우수 선수상
최우수 선수상은 한국체육기자연맹 기자단의 투표로 결정된다.
- 최우수 선수상(MVP) : 배해진 (서울특별시/육상(마라톤))